# Pætur Jákupsson
Pætur Jákupsson var en færøsk storbonde, der fra 1588 til 1601 var Færøernes lagmand.
Pætur kom fra Suðuroy, hvor han var forpagter af gården Gjørðagarður i Porkeri og havde også jord i Froðba. Hans hovedindtægt kom dog fra at være forpagter af - og kongsbonde på - Færøernes største gård, det tidligere bispesæde Kirkjubøargarður i Kirkjubøur på Streymoy.